# 도미스하라정
도미스하라정(富洲原町)은 일본 미에현 미에군에 설치되었던 정이다. 현재의 욧카이치시의 일부에 해당한다.